# Chalodeta speusippa
Chalodeta speusippa är en fjärilsart som beskrevs av William Schaus 1928. Chalodeta speusippa ingår i släktet Chalodeta och familjen Riodinidae. Inga underarter finns listade i Catalogue of Life.